# هنري أو. بولاك
هنري أوتو بولاك  (بالإنجليزية: Henry O. Pollak)‏(13 ديسمبر، 1927م) هو رياضياتي أسترالي أمريكي، عُرف لمساهماته في نظرية المعلومات.
وُلد في فيينا، أستراليا، وانتقل بعدها إلى الولايات المتحدة. واستلم بكالوريوس العلوم في الرياضيات (عام 1947م) من جامعة ييل. وشارك في مسابقة ويليام لويل بوتنام للرياضيات وكان في الفريق يمثل جامعة ييل مع موري جيلمان ومراي جرستيناب، وحصل على الجائزة الثانية في 1947م. حاز على الماجستير والدكتوراه في عام 1951م للرياضيات من جامعة هارفارد، والأخيرة في أطروحة علمية لبعض تقديرات المسافة الخارجية، بإشراف لارس أهلفورس.
انضم بولاك لاحقاً مختبرات بل في عام 1951م، حيث أصبح في بدايات الستينيات مخرج الرياضيات ومركز البحث الإحصائي. وألف حوالي أربعين ورقة، العديد منها كان مع ديفد سليبيان وهنري لاندو في التحليل، ونظرية الدالة، نظرية الاحتمال، وتعليم الرياضيات. وقد طبق الرياضيات لحل مسائل في الفيزياء والشبكات، وكذلك في نظرية التواصل، والأنظمة المنفصلة، والإحصائيات وتحليل البيانات، والتحليل الاقتصادي. وكذلك قدم براءات اختراع في مجال الإرسال والتأشير، واحتل مناصب تعليمية وتدريسية في إدارة الرياضيات في جامعة كولومبيا.

## جوائزه
- (1973م) مُحاضر إيرل راموند هدريك.
- (1958-1959م) كرسي جمعية الرياضيات الأمريكية لقسم جرسي.
- (1961-1963م) محافظ جمعية الرياضيات الأمريكية.
- (1975-1976م) رئيس جمعية الرياضيات الأمريكية.
- (1977م) بروفسور علوم شرفي في كلية بودن.
- (1981م) دكتور شرفي من جامعة آيندهوفن للتكنولوجيا.
- (1983م) مُحاضر دان كرستي في تعوين المسائل للتحويل المتكرر بكلية بودن.
- (1977م) تكريم من جمعية الرياضيات الأمريكية.
- (1990م) جائزة الخدمة المميزة.